# کوه میتو
میتو سان ( به زبان ژاپنی 三頭山) یکی از  کوه‌های اطراف شهر توکیو در ژاپن است. این کوه در منطقه تامای غربی قرار دارد. این کوه یکی از کوه‌های رشته کوه‌های اوکوتاما محسوب می‌شود. ارتفاع این کوه ۱۵۳۱ متر است.

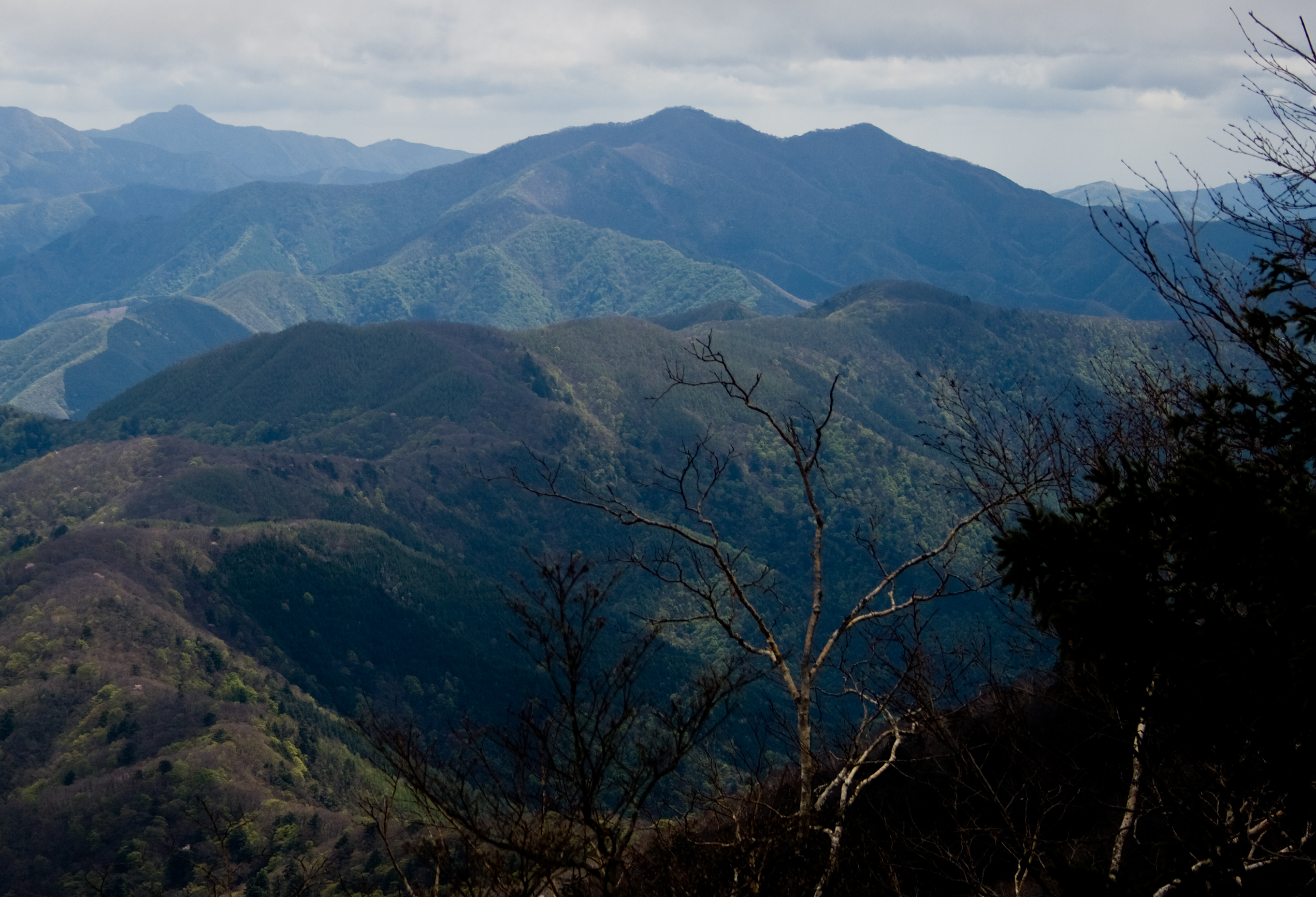
منظرهٔ کوه میتو.

## نگارخانه

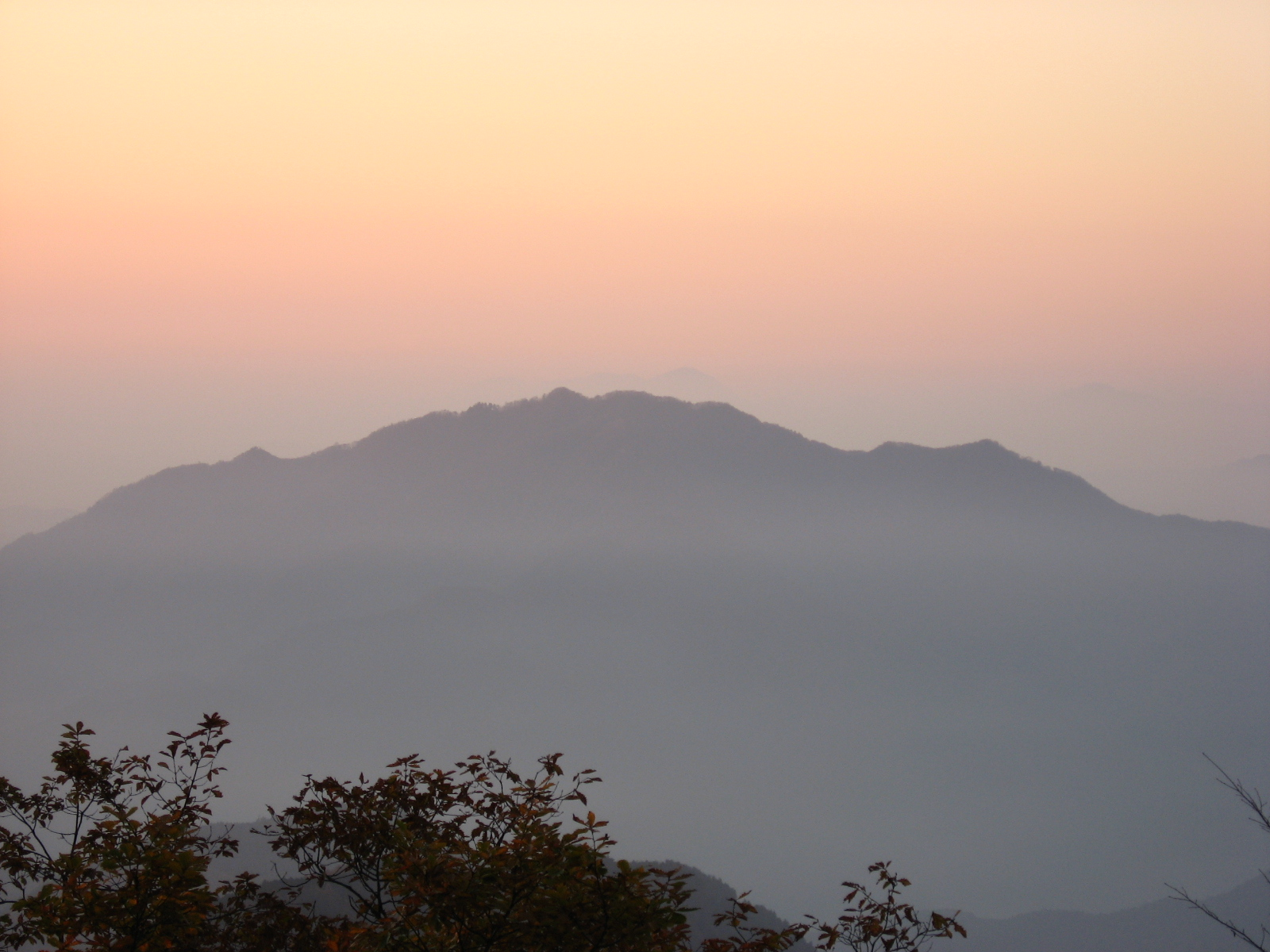
منظرهٔ کوه میتو (三頭山) . برای بهتر دیدن عکس بر روی آن کلیک کنید.